# Мікаель Лаудруп
Мікае́ль Ла́удруп (дан. Michael Laudrup, * 15 червня 1964, Фредеріксберг, Данія) — данський футбольний тренер. В минулому — футболіст, атакувальний півзахисник, відомий виступами за низку європейських футбольних клубів та національну збірну Данії.
Лауреат Ювілейної нагороди УЄФА як найвидатніший данський футболіст 50-річчя (1954—2003). Включений до переліку «100 найкращих футболістів світу», складеного у 2004 році на прохання ФІФА легендарним Пеле. 2006 року Данський футбольний союз визнав Мікаеля Лаудрупа найкращим футболістом країни усіх часів.
Провів 104 офіційних матчі у складі збірної Данії, посідаючи таким чином, станом на жовтень 2010 року, четверте місце серед гравців данської збірної за кількістю ігор, проведених в її складі. У складі збірної — володар Кубка Конфедерацій 1995 року.
Протягом клубної кар'єри гравця сім разів ставав чемпіоном національних першостей (в Італії, Іспанії та Нідерландах). Володар Міжконтинентального кубка 1985 року, а також Кубка чемпіонів УЄФА та Суперкубка УЄФА 1992 року.

## Кар'єра футболіста

### Клубна кар'єра
Починав займатися футболом в дитячій команді клубу «Ванлосе». У 1973 його батько, також футболіст, Фінн Лаудруп обійняв позицію граючого тренера друголігового клубу «Брондбю», і Мікаель продовжив навчання у футбольній школі цього клубу. З 1976 року Фінн почав грати за команду елітного дивізіону данської першості КБ (Копенгаген), а Мікаель прослідував за батьком до юнацької команди цього клубу. На дорослому рівні дебютував у цьому ж клубі, провівши в 1981 році у складі його головної команди 14 матчів чемпіонату та забивши 3 голи.
1982 року повернувся до «Брондбю», який на той час вже також пробився до вищого дивізіону чемпіонату Данії. Того ж сезону 18-річний півзахисник не лише став третім у суперечці бомбардирів чемпіонату, забивши 15 голів у 24 іграх, але й отримав звання «Данський футболіст року». Талант молодого данця, який у свої 18 років встиг стати ключовим гравцем клубу та дебютувати в складі збірної Данії, привернув увагу скаутів діючого чемпіона Італії туринського «Ювентуса», який уклав з гравцем контракт влітку 1983.

#### Італія

Лаудруп у формі «Ювентуса»

Приєднавшись до «Ювентуса», Лаудруп був відразу ж відданий в оренду, оскільки на той час в Серії A існував ліміт, який дозволяв команді мати лише двох іноземних гравців, а в основі «Ювентуса» на ключових ролях саме перебували поляк Збігнев Бонек та француз Мішель Платіні. Тож свою кар'єру в Італії Лаудруп розпочав в сезоні 1983-84 на правах орендованого гравця у складі римського «Лаціо», який саме повернувся до Серії A, посівши друге місце у першості Серії B попереднього сезону. Спочатку передбачалося, що термін оренди обмежиться одним роком, однак врешті-решт Лаудруп провів у «Лаціо» два сезони, по завершенні яких команда знову полишила елітний дивізіон італійського футболу.
Однак перед початком сезону 1985-86 Лаудруп повернувся до «Ювентуса», де зайняв позицію «другого іноземця» замість Збігнева Бонека, який саме перейшов до «Роми». Вже протягом першого сезону в «Ювентусі» став чемпіоном Італії та володарем Міжконтинентального кубка. У той же період був вдруге визнаний ««Данським футболістом року»» у 1985. Однак значну частину наступного сезону був змушений пропустити через травми, а згодом не зміг відновити рівня гри, продемонстрованого в своєму дебютному сезоні в Турині. Після завершення кар'єри Мішеля Платіні у 1987 році очікувалося, що ключову роль у півзахисті «Ювентуса» відіграватиме саме Лаудруп, однак все ще молодий півзахисник значною мірою не зміг виправдати ці сподівання тренерського штабу команди.

Лаудруп (ліворуч) під час виступів за «Ювентус» в боротьбі з Енріко Анноні. 1988 рік.

#### Іспанія
Влітку 1989 року перейшов до складу іспанської «Барселони», очолюваної нідерландським спеціалістом Йоганом Кройфом. Тут він також став одним з іноземців, дозволених до включення до складу команди відповідно до ліміту. Тодішні регламенти дозволяли команді мати трьох іноземних гравців, і в тогочасній «Барселоні» саме трійка «легіонерів», до якої, крім Лаудрупа, входили нідерландський захисник Рональд Куман та болгарський нападник Христо Стоїчков, стала основою створеної Кройфом Dream Team («Команди-мрії»). Разом з «Барселоною» Лаудруп чотири рази поспіль, з 1990 по 1994, ставав чемпіоном Іспанії, а в 1992 виграв розіграші Кубка чемпіонів УЄФА та Суперкубка УЄФА. Внесок Лаудрупа у ці успіхи був більш ніж суттєвим, про що свідчить двічі отримане ним у цей період звання «Найкращий футболіст року чемпіонату Іспанії».
1994 року «Барселона» придбала бразильського нападника Ромаріо, який став четвертим зірковим іноземцем у її складі. За таких умов хтось з іноземців команди мав лишатися за межами заявки команди на гру. Досить часто таким «четвертим зайвим» ставав саме Лаудруп і його перехід з команди влітку того ж 1994 року не став ні для кого особливим сюрпризом. Водночас неприємним сюрпризом для вболівальників «Барселони» стало те, що їх колишній гравець поповнив лави команди принципового конкурента по внутрішній першості — мадридського «Реала».
У першому своєму сезоні в Мадриді (1994–1995) Лаудруп допоміг новій команді здобути титул чемпіонів Іспанії. Таким чином він посприяв припиненню чемпіонської серії «Барселони», водночас для нього особисто титул, завойований з «Реалом» став п'ятим поспіль. Наступний сезон 1995-96 став для мадридського клубу провальним — команда фінішувала шостою у чемпіонаті, залишившись за межами єврокубків. Після його завершення Лаудруп залишив «Реал», провівши в Мадриді всього два роки.

#### Завершення кар'єри гравця
У 1996-97 виступав в Японії, де захищав кольори команди «Віссел» з Кобе.
1997 року повернувся до Європи, де виступав у складі команди клубу «Аякс» в чемпіонаті Нідерландів. Зробивши з «Аяксом» дубль в сезоні 1997-98 — додавши до переліку своїх титулів звання чемпіона Нідерландів та володаря національного кубка цієї країни, 34-річний півзахисник вирішив оголосити про завершення активної ігрової кар'єри.

### Виступи за збірну
Дебютував у складі збірної Данії у день свого 18-річчя 15 червня 1982 року, ставши одним з наймолодших гравців в історії данської національної команди.
Брав участь у фінальній частині чемпіонату Європи 1984 року, відіграв в усіх чотирьох матчах команди на турнірі, на якому данці дійшли до стадії півфіналів, де поступилися збірній Іспанії лише у серії післяматчевих пенальті.
Згодом входив до складу збірної на чемпіонатах світу 1986 та Європи 1988.
На дебютному для данців мундіалі Лаудруп провів усі чотири матчі (три поєдинки групового турніру і 1/8 фіналу), забивши один м'яч у переможній зустрічі групової стадії зі збірною Уругваю (6:1).
На європейській першості, яка склалался для збірної Данії невдало, Лаудруп узяв участь в усіх трьох поєдинках команди, відзначившись голом у ворота іспанців (2:3). 
До фінальної частини чемпіонату світу 1990 року данці не пробилися, а восени 1990 року, провівши лише перші матчі кваліфікаційного раунду до чемпіонату Європи 1992 року, Мікаель Лаудруп оголосив про рішення припинити виступи за національну збірну через розходження точок зору з головним тренером команди Ріхардом Мьоллер-Нільсеном. Таким чином, за іронією, гравець, якого у майбутньому буде визнано найкращим футболістом Данії усіх часів, не долучився до найбільшого тріумфу національної збірної цієї країни — перемоги у континентальній першості 1992 року.
У серпні 1993 року поновив виступи на рівні збірних, став учасником фінальної частини чемпіонату Європи 1996. До того, у 1995 виступав у розіграші Кубка Конфедерацій, по результатах якого данці виграли цей трофей, здолавши в фіналі збірну Аргентини (2:0).
По завершенні чемпіонату світу 1998 року, на якому збірна Данії та її капітан Мікаель Лаудруп дійшли стадії чвертьфіналів, гравець офіційно оголосив про завершення кар'єри у збірній, яка тривала 16 років.
Протягом кар'єри у національній команді взяв участь у фінальних частинах трьох чемпіонатів Європи та двох чемпіонатів світу. Усього провів 104 офіційні матчі за збірну Данії, що є одним з найвищих показників серед її гравців, відзначився 37 забитими голами.

#### Матчі за збірну
| Дата       | Місто         | Господарі            | Результат          | Гості                | Турнір                | Голи | Примітки |
| ---------- | ------------- | -------------------- | ------------------ | -------------------- | --------------------- | ---- | -------- |
| 15-6-1982  | Осло          | Норвегія             | 2 – 1              | Данія                | товариський матч      | 1    |          |
| 11-8-1982  | Копенгаген    | Данія                | 3 – 2              | Фінляндія            | товариський матч      | -    |          |
| 27-10-1982 | Копенгаген    | Данія                | 1 – 3              | Чехословаччина       | товариський матч      | 1    |          |
| 22-6-1983  | Орхус         | Данія                | 3 – 0              | Фінляндія            | відбір на ОІ          | 2    |          |
| 7-9-1983   | Копенгаген    | Данія                | 3 – 1              | Франція              | товариський матч      | 2    |          |
| 21-9-1983  | Лондон        | Англія               | 0 – 1              | Данія                | Відбір до ЧЄ 1984     | -    |          |
| 12-10-1983 | Люксембург    | Люксембург           | 0 – 6              | Данія                | Відбір до ЧЄ 1984     | 3    |          |
| 26-10-1983 | Будапешт      | Угорщина             | 1 – 0              | Данія                | Відбір до ЧЄ 1984     | -    |          |
| 14-3-1984  | Амстердам     | Нідерланди           | 6 – 0              | Данія                | товариський матч      | -    |          |
| 11-4-1984  | Валенсія      | Іспанія              | 2 – 1              | Данія                | товариський матч      | -    |          |
| 16-5-1984  | Прага         | Чехословаччина       | 1 – 0              | Данія                | товариський матч      | -    |          |
| 6-6-1984   | Гетеборг      | Швеція               | 0 – 1              | Данія                | товариський матч      | -    |          |
| 8-6-1984   | Копенгаген    | Данія                | 1 – 1              | Болгарія             | товариський матч      | 1    |          |
| 12-6-1984  | Париж         | Франція              | 1 – 0              | Данія                | ЧЄ 1984 - 1-й етап    | -    |          |
| 16-6-1984  | Ліон          | Данія                | 5 – 0              | Югославія            | ЧЄ 1984 - 1-й етап    | -    |          |
| 19-6-1984  | Страсбург     | Данія                | 3 – 2              | Бельгія              | ЧЄ 1984 - 1-й етап    | -    |          |
| 24-6-1984  | Ліон          | Данія                | 1 – 1 (4 - 5 п.п.) | Іспанія              | ЧЄ 1984 - півфінал    | -    |          |
| 12-9-1984  | Копенгаген    | Данія                | 3 – 1              | Австрія              | товариський матч      | 1    |          |
| 26-9-1984  | Копенгаген    | Данія                | 1 – 0              | Норвегія             | Відбір до ЧС 1986     | -    |          |
| 17-10-1984 | Берн          | Швейцарія            | 1 – 0              | Данія                | Відбір до ЧС 1986     | -    |          |
| 14-11-1984 | Копенгаген    | Данія                | 3 – 0              | Ірландія             | Відбір до ЧС 1986     | -    |          |
| 8-5-1985   | Копенгаген    | Данія                | 4 – 1              | ФРН                  | товариський матч      | 2    |          |
| 5-6-1985   | Копенгаген    | Данія                | 4 – 2              | СРСР                 | товариський матч      | 2    |          |
| 25-9-1985  | Москва        | СРСР                 | 2 – 0              | Данія                | Відбір до ЧС 1986     | -    |          |
| 9-10-1985  | Копенгаген    | Данія                | 0 – 0              | Швейцарія            | Відбір до ЧС 1986     | -    |          |
| 16-10-1985 | Осло          | Норвегія             | 1 – 5              | Данія                | Відбір до ЧС 1986     | 1    |          |
| 13-11-1985 | Дублін        | Ірландія             | 1 – 4              | Данія                | Відбір до ЧС 1986     | 1    |          |
| 26-3-1986  | Белфаст       | Північна Ірландія    | 1 – 1              | Данія                | товариський матч      | -    |          |
| 13-5-1986  | Бухарест      | Румунія              | 1 – 0              | Данія                | товариський матч      | -    |          |
| 16-5-1986  | Копенгаген    | Данія                | 1 – 0              | Польща               | товариський матч      | -    |          |
| 4-6-1986   | Мехіко        | Шотландія            | 0 – 1              | Данія                | ЧС 1986 - 1-й етап    | -    |          |
| 8-6-1986   | Мехіко        | Данія                | 6 – 1              | Уругвай              | ЧС 1986 - 1-й етап    | 1    |          |
| 13-6-1986  | Керетаро      | Данія                | 2 – 0              | ФРН                  | ЧС 1986 - 1-й етап    | -    |          |
| 18-6-1986  | Керетаро      | Данія                | 1 – 5              | Іспанія              | ЧС 1986 - чвертьфінал | -    |          |
| 10-9-1986  | Лейпциг       | ФРН                  | 0 – 1              | Данія                | товариський матч      | -    |          |
| 24-9-1986  | Копенгаген    | Данія                | 0 – 2              | Аргентина            | товариський матч      | -    |          |
| 12-11-1986 | Братислава    | Чехословаччина       | 0 – 0              | Данія                | товариський матч      | -    |          |
| 26-8-1987  | Стокгольм     | Швеція               | 1 – 0              | Данія                | товариський матч      | -    |          |
| 9-9-1987   | Кардіфф       | Уельс                | 1 – 0              | Данія                | товариський матч      | -    |          |
| 23-9-1987  | Гамбург       | ФРН                  | 1 – 0              | Данія                | товариський матч      | -    |          |
| 14-10-1987 | Копенгаген    | Данія                | 2 – 0              | Югославія            | товариський матч      | -    |          |
| 27-4-1988  | Відень        | Австрія              | 1 – 0              | Данія                | товариський матч      | -    |          |
| 10-5-1988  | Будапешт      | Угорщина             | 2 – 2              | Данія                | товариський матч      | -    |          |
| 5-6-1988   | Оденсе        | Бельгія              | 1 – 3              | Данія                | товариський матч      | -    |          |
| 11-6-1988  | Ганновер      | Данія                | 2 – 3              | Іспанія              | ЧЄ 1988 - 1-й етап    | 1    |          |
| 14-6-1988  | Гельзенкірхен | ФРН                  | 2 – 0              | Данія                | ЧЄ 1988 - 1-й етап    | -    |          |
| 17-6-1988  | Кельн         | Італія               | 2 – 0              | Данія                | ЧЄ 1988 - 1-й етап    | -    |          |
| 14-9-1988  | Лондон        | Англія               | 1 – 0              | Данія                | товариський матч      | -    |          |
| 19-10-1988 | Афіни         | Греція               | 1 – 1              | Данія                | Відбір до ЧС 1990     | -    |          |
| 2-11-1988  | Копенгаген    | Данія                | 1 – 1              | Болгарія             | Відбір до ЧС 1990     | -    |          |
| 12-4-1989  | Ольборг       | Данія                | 2 – 0              | Канада               | товариський матч      | -    |          |
| 17-5-1989  | Копенгаген    | Данія                | 7 – 1              | Греція               | Відбір до ЧС 1990     | 1    |          |
| 7-6-1989   | Копенгаген    | Данія                | 1 – 1              | Болівія              | товариський матч      | -    |          |
| 14-6-1989  | Копенгаген    | Данія                | 6 – 0              | Швеція               | товариський матч      | 1    |          |
| 18-6-1989  | Копенгаген    | Данія                | 4 – 0              | Бразилія             | товариський матч      | 2    |          |
| 11-10-1989 | Копенгаген    | Данія                | 3 – 0              | Румунія              | товариський матч      | -    |          |
| 15-11-1989 | Софія         | Болгарія             | 3 – 1              | Данія                | товариський матч      | -    |          |
| 11-4-1990  | Копенгаген    | Данія                | 1 – 0              | Туреччина            | товариський матч      | -    |          |
| 15-5-1990  | Лондон        | Англія               | 1 – 0              | Данія                | товариський матч      | -    |          |
| 6-6-1990   | Тронгейм      | Норвегія             | 1 – 2              | Данія                | товариський матч      | 1    |          |
| 10-10-1990 | Копенгаген    | Данія                | 4 – 1              | Фарерські острови    | Відбір до ЧЄ 1992     | 2    |          |
| 17-10-1990 | Белфаст       | Північна Ірландія    | 1 – 1              | Данія                | Відбір до ЧЄ 1992     | -    |          |
| 14-11-1990 | Копенгаген    | Данія                | 0 – 2              | Югославія            | Відбір до ЧЄ 1992     | -    |          |
| 25-8-1993  | Копенгаген    | Данія                | 4 – 0              | Литва                | Відбір до ЧС 1994     | -    |          |
| 8-9-1993   | Тирана        | Албанія              | 0 – 1              | Данія                | Відбір до ЧС 1994     | -    |          |
| 13-10-1993 | Копенгаген    | Данія                | 1 – 0              | Північна Ірландія    | Відбір до ЧС 1994     | -    |          |
| 17-11-1993 | Севілья       | Іспанія              | 1 – 0              | Данія                | Відбір до ЧС 1994     | -    |          |
| 9-3-1994   | Лондон        | Англія               | 1 – 0              | Данія                | товариський матч      | -    |          |
| 20-4-1994  | Копенгаген    | Данія                | 3 – 1              | Угорщина             | товариський матч      | 2    |          |
| 26-5-1994  | Копенгаген    | Данія                | 1 – 0              | Швеція               | товариський матч      | 1    |          |
| 1-6-1994   | Осло          | Норвегія             | 2 – 1              | Данія                | товариський матч      | -    |          |
| 17-8-1994  | Копенгаген    | Данія                | 2 – 1              | Вірменія             | товариський матч      | -    |          |
| 7-9-1994   | Скоп'є        | Республіка Македонія | 1 – 1              | Данія                | Відбір до ЧЄ 1996     | -    |          |
| 12-10-1994 | Копенгаген    | Данія                | 3 – 1              | Бельгія              | Відбір до ЧЄ 1996     | -    |          |
| 16-11-1994 | Севілья       | Іспанія              | 3 – 0              | Данія                | Відбір до ЧЄ 1996     | -    |          |
| 10-1-1995  | Ер-Ріяд       | Данія                | 1 – 1              | Мексика              | товариський матч      | -    |          |
| 13-1-1995  | Ер-Ріяд       | Аргентина            | 0 – 2              | Данія                | товариський матч      | 1    |          |
| 29-3-1995  | Лімасол       | Кіпр                 | 1 – 1              | Данія                | Відбір до ЧЄ 1996     | -    |          |
| 26-4-1995  | Копенгаген    | Данія                | 1 – 0              | Республіка Македонія | Відбір до ЧЄ 1996     | -    |          |
| 7-6-1995   | Копенгаген    | Данія                | 4 – 0              | Кіпр                 | Відбір до ЧЄ 1996     | 1    |          |
| 16-8-1995  | Єреван        | Вірменія             | 0 – 2              | Данія                | Відбір до ЧЄ 1996     | 1    |          |
| 6-9-1995   | Брюссель      | Бельгія              | 1 – 3              | Данія                | Відбір до ЧЄ 1996     | 1    |          |
| 11-10-1995 | Копенгаген    | Данія                | 1 – 1              | Іспанія              | Відбір до ЧЄ 1996     | -    |          |
| 15-11-1995 | Копенгаген    | Данія                | 3 – 1              | Вірменія             | Відбір до ЧЄ 1996     | 1    |          |
| 27-3-1996  | Мюнхен        | Німеччина            | 2 – 0              | Данія                | товариський матч      | -    |          |
| 24-4-1996  | Копенгаген    | Данія                | 2 – 0              | Шотландія            | товариський матч      | 1    |          |
| 2-6-1996   | Копенгаген    | Данія                | 1 – 0              | Гана                 | товариський матч      | -    |          |
| 9-6-1996   | Шеффілд       | Данія                | 1 – 1              | Португалія           | ЧЄ 1996 - 1-й етап    | -    |          |
| 16-6-1996  | Шеффілд       | Хорватія             | 3 – 0              | Данія                | ЧЄ 1996 - 1-й етап    | -    |          |
| 1-9-1996   | Любляна       | Словенія             | 0 – 2              | Данія                | Відбір до ЧС 1998     | -    |          |
| 9-10-1996  | Копенгаген    | Данія                | 2 – 1              | Греція               | Відбір до ЧС 1998     | -    |          |
| 20-8-1997  | Сараєво       | Боснія і Герцеговина | 3 – 0              | Данія                | Відбір до ЧС 1998     | -    |          |
| 10-9-1997  | Копенгаген    | Данія                | 3 – 1              | Хорватія             | Відбір до ЧС 1998     | 1    |          |
| 25-3-1998  | Глазго        | Шотландія            | 0 – 1              | Данія                | товариський матч      | -    |          |
| 22-4-1998  | Копенгаген    | Данія                | 0 – 2              | Норвегія             | товариський матч      | -    |          |
| 28-5-1998  | Мальме        | Швеція               | 3 – 0              | Данія                | товариський матч      | -    |          |
| 5-6-1998   | Копенгаген    | Данія                | 1 – 2              | Камерун              | товариський матч      | -    |          |
| 12-6-1998  | Ленс          | Саудівська Аравія    | 0 – 1              | Данія                | ЧС 1998 - 1-й етап    | -    |          |
| 18-6-1998  | Тулуза        | Данія                | 1 – 1              | ПАР                  | ЧС 1998 - 1-й етап    | -    |          |
| 24-6-1998  | Ліон          | Франція              | 2 – 1              | Данія                | ЧС 1998 - 1-й етап    | 1    |          |
| 28-6-1998  | Сен-Дені      | Данія                | 4 – 1              | Нігерія              | ЧС 1998 - 1/8 фіналу  | -    |          |
| 3-7-1998   | Нант          | Бразилія             | 3 – 2              | Данія                | ЧС 1998 - чвертьфінал | -    |          |
| Усього     |               | Матчів (5 місце)     | 104                |                      | Голів (6 місце)       | 37   |          |

## Тренерська робота

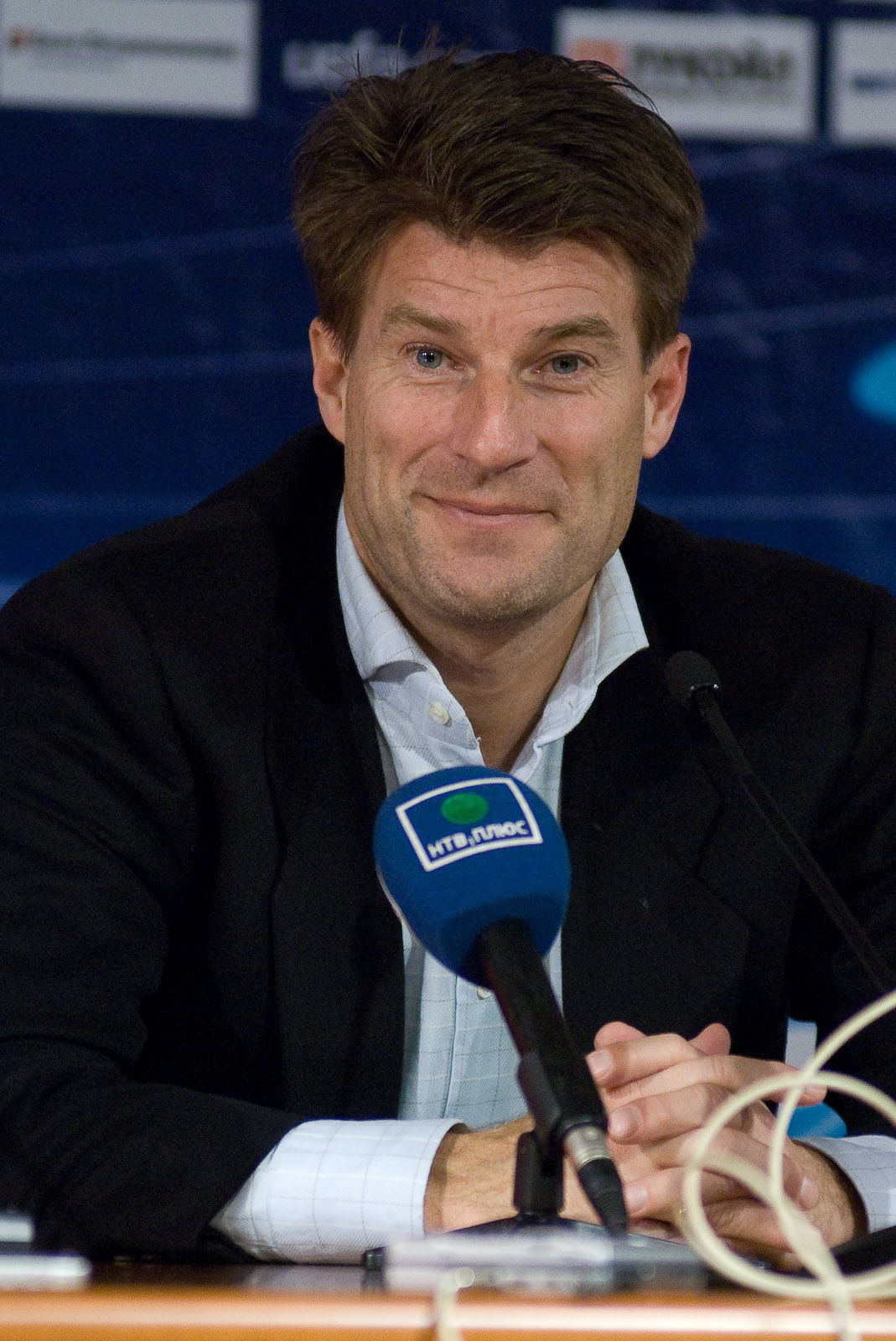
Мікаель Лаудруп на прес-конференції як головний тренер московського «Спартака».

Невдовзі після завершення ігрової кар'єри розпочав тренерську роботу. 2000 року увійшов до тренерського складу національної збірної Данії як асистент головного тренера команди Мортена Олсена. Збірна успішно подолала кваліфікацію до чемпіонату світу 2002 року, а на самому турнірі дійшла до стадії 1/8 фіналу. 
Після чемпіонату світу Лаудруп залишив тренерський штаб національної команди і очолив команду одного з провідних данських футбольних клубів — «Брондбю». Під керівництвом Лаудрупа було проведено омолодження команди, яка у першому ж сезоні з новим головним тренером виграла національний Кубок. В національному чемпіонаті молодий тренер розпочав з двох срібних нагород першості (в сезонах 2002-03 та 2003-04), а вже у своєму третьому сезоні як головний тренер виграв чемпіонат Данії 2004-05. Того ж сезону команда також здобула Кубок та Суперкубок країни. По завершенні сезону 2005-06, в якому «Брондбю» знову фінішував на другій позиції в чемпіонаті, Лаудруп не зміг погодити умови своєї подальшої співпраці з керівництвом клубу і залишив команду.
Наступним клубом, очолюваним Мікаелем Лаудрупом, став «Хетафе», середняк іспанської Ла Ліги. Наставник пропрацював з командою лише один сезон 2007-08, по результатах якого «Хетафе» став фіналістом розіграшу національного Кубка та дійшов до стадії чвертьфіналів розіграшу Кубка УЄФА. 
За декілька місяців після відставки з тренерського містка «Хетафе» у травні 2008, у вересні того ж року уклав 18-місячний контракт з представником російської Прем'єр-ліги московським «Спартаком». Втім, провівши у Москві лише 7 місяців, 15 квітня 2009 року був відправлений у відставку після поразки команди у кубковій грі проти московського «Динамо» (0:3).
У липні 2010 данський фахівець повернувся до Іспанії, де очолив команду футбольного клубу «Мальорка» на умовах дворічного контракту. Втім, невдовзі після початку свого другого сезону на чолі команди, 27 вересня 2011 року подав у відставку через конфлікт з керівництвом клубу.
15 червня 2012 року став головним тренером валлійського «Свонсі Сіті», який виступає у англійській Прем'єр-лізі. За контрактом Лаудруп має пропрацювати на посаді 2 роки.

## Особисте життя
Походить з данської футбольної династії, яка вже нараховує три покоління футболістів. Батько Мікаеля — Фінн Лаудруп захищав кольори збірної Данії у 1960-х та 1970-х. Молодший брат — Браян Лаудруп, відомий виступами за шотландський «Рейнджерс», низку інших європейських команд та збірну Данії, в складі якої, на відміну від Мікаеля, став чемпіоном Європи 1992 року.
Сини Мікаеля Лаудрупа — Мадс (1989 р.н.) та Андреас (1990 р.н.) теж стали футболістами, викликалися до юнацьких та молодіжних збірних Данії різних вікових категорій.

## Досягнення та нагороди

### Як гравця
«Ювентус»:
- Чемпіон Італії: 1985-86
- Володар Міжконтинентального кубка: 1985

«Барселона»:
- Володар Кубка чемпіонів УЄФА: 1991-92
- Володар Суперкубка Європи: 1992
- Чемпіон Іспанії (4): 1990–91, 1991–92, 1992–93, 1993–94
- Володар Кубка Іспанії: 1989–90
- Володар Суперкубка Іспанії (2): 1991, 1992

«Реал» (Мадрид):
- Чемпіон Іспанії: 1994–95

«Аякс»:
- Чемпіон Нідерландів: 1997–98
- Володар Кубка Нідерландів: 1997–98

Збірна Данії:
- Володар Кубка конфедерацій: 1995

### Як тренера
- Чемпіон Данії: 2004-05
- Володар Кубка Данії (2): 2002-03, 2004-05
- Володар Суперкубка Данії (1): 2002
- Володар Кубка данської ліги (1): 2005
- Володар Кубка Футбольної ліги (1): 2012-13
- Чемпіон Катару (1): 2014-15
- Володар Кубка наслідного принца Катару (1): 2015

### Особисті
- Найвидатніший данський футболіст 50-річчя (1954—2003)
- Включений до переліку «100 найкращих футболістів світу» (2004)
- Найкращий футболіст Данії усіх часів (2006).